# Sender Kurešček
Der Sender Kurešček ist eine Sendeanlage für Hörfunk auf dem slowenischen Berg Kurešček. Er versorgt primär die Stadt Ljubljana und das Umland. Als Antennenträger kommt ein abgespannter Stahlrohrmast zum Einsatz.
| Frequenz (MHz) | Programm         | RDS PS   | RDS PI | Regionalisierung | ERP (kW) | Antennendiagramm rund (ND)/gerichtet (D) | Polarisation horizontal (H)/vertikal (V) |
| -------------- | ---------------- | -------- | ------ | ---------------- | -------- | ---------------------------------------- | ---------------------------------------- |
| 97,0           | Radio Zeleni Val | ZEL._VAL | 944C   | –                | 0,55     | ND                                       | V                                        |